# شارل ستوبين
شارل ستوبين (بالفرنسية: Charles de Steuben)‏ (و. 1788 – 1856 م) هو رسام، وlithographer من فرنسا . ولد في Bauerbach .
توفي في باريس .

## معرض صور

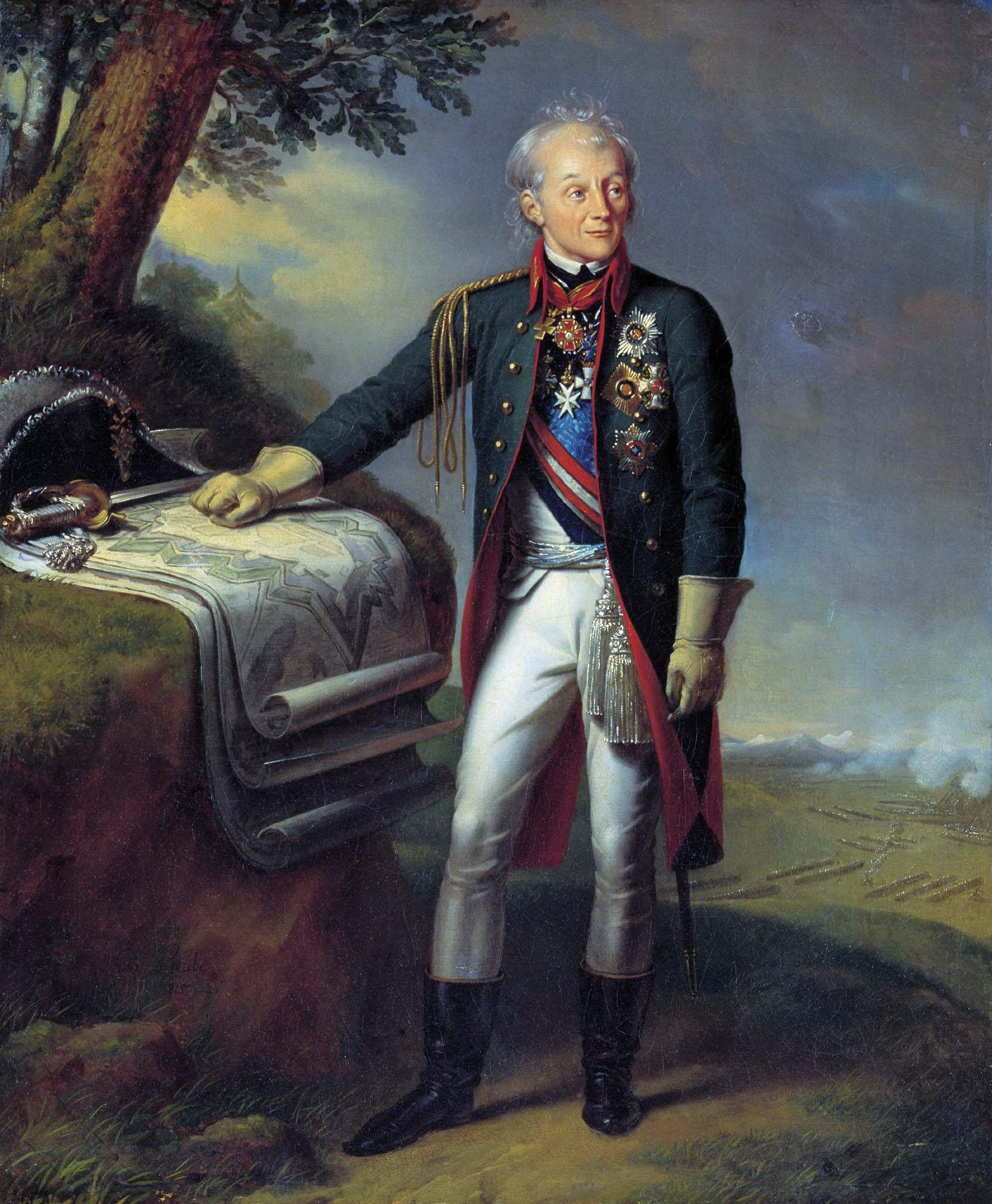
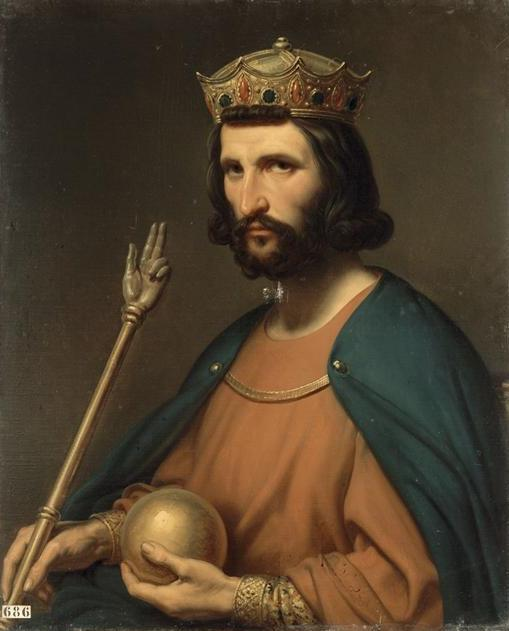
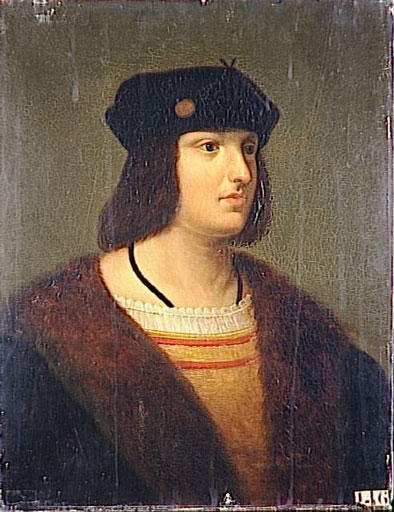
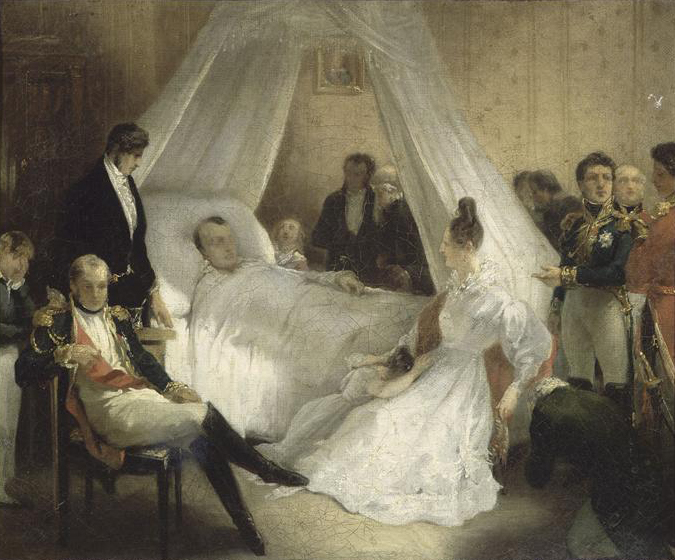

## أعمال بارزة
من أهم أعماله Bataille de Poitiers